# Umělecké plavání na mistrovství Evropy v plaveckých sportech 1991
Závody v uměleckém (synchronizovaném) plavání na mistrovství Evropy v plaveckých sportech za rok 1991 proběhly v Athénách, Řecko ve dnech 17. až 25. srpna 1991.

## Československá stopa
V disciplíně sólo startovalo 13 závodnic – Lucie Svrčinová (*1974) z TJ Tesla Brno obsadila 12. místo.
V disciplíně dvojic startovalo 13 dvojic – Simona Housková (*1970) z TJ Tesla Brno a Martina Bradová (*1969) z TJ Tesla Brno obsadily 11. místo.

## Výsledky

### Individuální disciplíny
| Ženy | Zlato                 | Zlato   | Stříbro                      | Stříbro | Bronz                | Bronz   |
| ---- | --------------------- | ------- | ---------------------------- | ------- | -------------------- | ------- |
| Sólo | Olga Sedakovová (URS) | 180,286 | Kristine Palasinidiová (GRE) | 178,800 | Anne Capronová (FRA) | 175,820 |

### Týmové disciplíny
| Ženy    | Zlato | Zlato   | Stříbro | Stříbro | Bronz | Bronz   |
| ------- | --- | ------- | --- | ------- | --- | ------- |
| Dvojice | Sovětský svaz (URS) (Anna Kozlovová, Olga Sedakovová) | 179,572 | Francie (FRA) (Anne Capronová, Céline Lévêqueová) | 174,729 | Nizozemsko (NED) (Marjolijn Bothová, Tamara Zwartová) | 173,351 |
| Tým     | Sovětský svaz (URS) (Olga Sedakovová, Jelena Azarovová, Jelena Dolženková, Viktorija Baškajevová, Anna Kozlovová, Olha Pilipčuková, Gana Maximovová, *Vera Artěmovová, *Darija Nedorezovová) | 178,112 | Francie (FRA) (Anne Capronová, Marie Carantaová, Clarisse Chesneauová, Delphine Le Flochová, Céline Lévêqueová, Myriam Lignotová, Isabelle Manableová, Délphine Maréchalová) | 173,753 | Itálie (ITA) (Paola Celliová, Giovanna Burlandová, Giada Ballanová, Manuela Carniniová, Simona Della Bellaová, Roberta Farinelliová, Roberta Guidiová, Loredana Gentilezzaová) | 171,889 |

## Medailová bilance
V uměleckém plavání se rozdělily celkem 3 sady medailí.
| Pořadí | Stát                |       | Muži    | Muži  | Muži  |         | Ženy  | Ženy  | Ženy    |       | Muži + Ženy | Muži + Ženy | Muži + Ženy | Celkem |
| Pořadí | Stát                | Zlato | Stříbro | Bronz | Zlato | Stříbro | Bronz | Zlato | Stříbro | Bronz |             |             |             | Celkem |
| ------ | ------------------- | ----- | ------- | ----- | ----- | ------- | ----- | ----- | ------- | ----- | ----------- | ----------- | ----------- | ------ |
| 1.     | Sovětský svaz (URS) |       | 0       | 0     | 0     |         | 3     | 0     | 0       |       | 3           | 0           | 0           | 3      |
| 2.     | Francie (FRA)       |       | 0       | 0     | 0     |         | 0     | 2     | 1       |       | 0           | 2           | 1           | 3      |
| 3.     | Řecko (GRE)         |       | 0       | 0     | 0     |         | 0     | 1     | 0       |       | 0           | 1           | 0           | 1      |
| 4.     | Itálie (ITA)        |       | 0       | 0     | 0     |         | 0     | 0     | 1       |       | 0           | 0           | 1           | 1      |
| 4.     | Nizozemsko (NED)    |       | 0       | 0     | 0     |         | 0     | 0     | 1       |       | 0           | 0           | 1           | 1      |
| Celkem | Celkem              |       | 0       | 0     | 0     |         | 3     | 3     | 3       |       | 3           | 3           | 3           | 9      |